# Верховна Рада Азербайджанської РСР
Верхо́вна Рада Азербайджа́нської РСР — у 1938—1991 роках вищий орган державної влади в Азербайджанській РСР.
З 1991 року функції парламенту виконують однопалатні Національні Збори Міллі Меджліс.

## Скликання
- 1 скликання (1938—1946)
- 2 скликання (1947—1950)
- 3 скликання (1951—1954)
- 4 скликання (1955—1959)
- 5 скликання (1959—1962)
- 6 скликання (1963—1966)
- 7 скликання (1967—1970)
- 8 скликання (1971—1975)
- 9 скликання (1975—1979)
- 10 скликання (1980—1984)
- 11 скликання (1985—1990)
- 12 скликання (1991)

## Голови Верховної Ради Азербайджанської РСР
- Мір Якубов (18 липня 1938 — 7 квітня 1941)
- Алієв Азіз Мамед Керім огли (7 квітня 1941 — 6 березня 1944)
- Кафар-заде Султан Асадулла огли (6 березня 1944 — 22 березня 1947)
- Юсуфов Юсуф Ніфталі огли (22 березня 1947 — 26 березня 1951)
- Ахмедов Ага Мірза Мірза Алі огли (26 березня 1951 — 18 квітня 1953)
- Топчібашев Мустафа Агабек огли (18 квітня 1953 — 25 березня 1955)
- Байрамов Абдулла Салім огли (25 березня 1955 — 23 січня 1958)
- Ібрагімов Мірза Аджар огли (23 січня 1958 — 25 березня 1959)
- Джафарлі Газанфар Муса огли (25 березня — 26 листопада 1959)
- Тагі-заде Алі Алі огли (26 листопада 1959 — 29 березня 1963)
- Дадаш-заде Мамед Аріф Магеррам огли (29 березня 1963 — 5 квітня 1967)
- Топчібашев Мустафа Агабек огли (5 квітня 1967 — 1 липня 1971)
- Рустам-заде Сулейман Алі Аббас огли (1 липня 1971 — 10 червня 1989)
- Кафарова Ельміра Мікаіл кизи (травень 1990 — 5 березня 1992)

## Голови Президії Верховної Ради Азербайджанської РСР
- Касумов Мір Башир Фаттах огли (21 липня 1938 — 23 квітня 1949)
- вакансія (23 квітня — 18 травня 1949)
- Гейдаров Назар Гейдар огли (18 травня 1949 — 9 березня 1954)
- Ібрагімов Мірза Аджар огли (9 березня 1954 — 23 січня 1958)
- Абдуллаєв Ільяс Керім огли (23 січня 1958 — 25 листопада 1959)
- Джафаров Сафтар Мамед огли (25 листопада 1959 — 18 листопада 1961)
- вакансія (18 листопада — 29 грудня 1961)
- Іскендеров Мамед Абдул огли (29 грудня 1961 — 25 грудня 1969)
- Халілов Курбан Алі огли (25 грудня 1969 — 30 грудня 1985)
- Татлієв Сулейман Байрам огли (30 грудня 1985 — 22 червня 1989)
- Кафарова Ельміра Мікаіл кизи (22 червня 1989 — травень 1990)